# Buddhistisk socialism
 Huvudartikel Religiös socialism
Buddhistisk socialism är en politisk ideologi som bygger på socialism och buddhismens principer.
Exempel på buddhistiska socialister:
- S. W. R. D. Bandaranaike
- Dalai Lama Tenzin Gyatso

| ”                          | Av alla de moderna ekonomiska teorierna, är marxismens ekonomiska system grundat på moraliska principer, medan kapitalismen enbart intresserar sig för lönsamhet och vinst. (...) Misslyckandet för regimen i det forna Sovjetunionen var, för mig, inte marxismens misslyckande, men istället totalitarismens misslyckande. Av denna orsak tänker jag fortfarande på mig själv som halvmarxist och halvbuddhist. | „ |
| – Dalai Lama Tenzin Gyatso | |   |